# Schlacht bei Alerheim
Wallerfangen – Dömitz – Haselünne – Wittstock – Rheinfelden – Breisach – Wittenweiher – Vlotho – Ochsenfeld – Chemnitz – Bautzen – Freiberg – Riebelsdorfer Berg – Dorsten – Preßnitz – La Marfée – Wolfenbüttel – Kempener Heide – Schweidnitz – Breitenfeld – Tuttlingen – Freiburg – Philippsburg – Jüterbog –  Jankau – Herbsthausen – Alerheim – Brünn – Korneuburg – Totenhöhe – Hohentübingen –  Triebl – Zusmarshausen – Wevelinghoven – Dachau –  Prag
Die Schlacht bei Alerheim, oft auch Zweite Schlacht bei Nördlingen genannt, war eine Schlacht des Dreißigjährigen Krieges, die am 3. August 1645 in und um Alerheim zwischen der französisch-weimaranischer-hessischen Armee und bayerisch-kaiserlichen Truppen stattfand und mit einem französischen-alliierten Sieg endete.
Wenige Wochen nach der verlorenen Schlacht bei Herbsthausen am 5. Mai 1645 wurde ein französisches Heer unter dem Befehl des Herzogs d’Enghien, des späteren Grand Condé, vom Elsass aus nach Hessen entsandt, um dort das geschlagene französische Heer unter Marschall Turenne zu verstärken. Dem sollte sich danach ein neuer Feldzug gegen Bayern anschließen. Bei Ladenburg vereinigten sich die beiden französischen Armeen mit hessischen Truppen unter General Geiß und den Schweden unter Feldmarschall Königsmarck aus Mähren.
Feldmarschall Franz von Mercy fiel wieder die Aufgabe zu, Bayern gegen einen Angriff dieser Armee zu decken, und er marschierte mit einem kaiserlich-bayerischen Heer nach Heilbronn, um vor dem Gegner dort zu sein. In der Zwischenzeit trennten sich die Schweden von der französisch-alliierten Armee und gingen eigene Wege. In ausweichender Kampfweise folgten die Armeen einander. Dem vereinigten französischen Heer gelang es, die Bayern bis an die Grenze Schwabens zurückzudrängen. Nach einem Scharmützel in der Nähe von Dinkelsbühl marschierten beide Armeen ins Nördlinger Ries. Die Franzosen samt Hessen und Weimaranern kamen am 3. August 1645 vor Nördlingen an, die Bayern und Kaiserlichen bezogen in und um Alerheim Stellung. Der Duc d’Enghien entschloss sich, gegen die Bedenken der ihm unterstellten Generale, die Schlacht anzunehmen.
Ungeachtet des heftigen Widerstands der bayerischen Truppen gelang es dem vereinigten französisch-alliierten Heer, das Dorf Alerheim einzunehmen. Nachdem der rechte Flügel der Franzosen durch eine heftige Attacke der Kaiserlichen, angeführt von General Werth, in die Flucht gedrängt wurde, begann das französische Heer unter Condé und Turenne einen letzten, verzweifelten Angriff auf den rechten Flügel der Kaiserlichen. Nach schweren Kämpfen gelang es den Franzosen und ihren Alliierten, den linken bayerischen Flügel in die Flucht zu schlagen. Die heftig geführte Schlacht war damit zu Gunsten der deutsch-französischen Allianz entschieden.
Militärisch war diese Schlacht für Frankreich ein Pyrrhussieg, der keine Entscheidung brachte, da Frankreich nicht in der Lage war, weiter nach Bayern vorzurücken. Diese Pattsituation führte aber dazu, dass die Friedensverhandlungen letztendlich forciert und weitergeführt wurden. Das Dorf Alerheim wurde so schwer verwüstet, dass sein Wiederaufbau erst nach 70 Jahren beendet war.

## Vorgeschichte

### Kriegseintritt Frankreichs, Allianz mit Hessen und den Weimaranern
Als die Schweden in der Schlacht bei Nördlingen geschlagen wurden, trat Frankreich auf der Seite Schwedens in den Krieg ein. Damit wurde die protestantische Kriegspartei nicht nur gestärkt, sondern deren Fortbestand überhaupt erst gesichert.
Der auch aus der Nördlinger Schlacht bekannte Herzog Bernhard von Weimar, der als nachgeborener Sohn von der Erbfolge ausgeschlossen war, setzte sich als Söldnerführer nach dem Vorbild Wallensteins für ein eigenes Herzogtum ein, das er mit Waffengewalt gewinnen wollte. Dazu hatte er das Elsass ausersehen, das bis dahin eine vorderösterreichische Landgrafschaft gewesen war. Richelieu war ebenfalls am Elsass interessiert, um die Staatsgrenze Frankreichs an den Rhein vorzuschieben; dazu kamen ihm die Eroberungsgelüste Bernhard von Weimars gerade recht.
Am 18. Juli 1639 starb Bernhard von Weimar, der eine eigene Streitmacht befehligte, in Neuenburg am Rhein plötzlich an einem rätselhaften Fieber. Gleich nach seinem Tod kamen Gerüchte auf, er sei vergiftet worden. Genährt wurden die Gerüchte durch die nach seinem Tod anwesenden zahlreichen französischen Unterhändler und durch die Tatsache, dass der Tod Bernhards dem in Geldnot befindlichen Richelieu sehr gelegen kam, da er nicht mehr in der Lage war, die zahlreichen Subsidienzusagen Frankreichs aus Steuergeldern zu bestreiten.
Durch Absendung von Truppen und durch Bestechung von weimaranischen Offizieren zog Richelieu das gesamte Heer Bernhards auf seine Seite. So leistete im Oktober 1639 das weimaranische Heer den Fahneneid auf den König von Frankreich. Die weimaranischen Truppen zogen nun unter dem Oberbefehl zweier französischer Generale nach Hessen und bewogen die Landgräfin Amalie zum Abschluss einer hessisch-französischen Allianz. Aus diesem Grunde operierten in den folgenden Jahren die Weimaraner und die Hessen unter französischem Oberbefehl.
Die Franzosen wurden allerdings wiederholt geschlagen und keine Seite errang ein Übergewicht, um eine rasche Entscheidung herbeizuführen. So zog sich der Krieg jahrelang hin. Wegen des allgemeinen Geldmangels mussten sich die Heere aller Krieg führenden Parteien aus den besetzten Ländern ernähren. Brandschatzungen, Plünderungen und schlimmste Ausschreitungen waren die Folgen.

### Feldzug der französisch-alliierten Armee gegen Bayern

#### Vereinigung der französischen und alliierten Truppen in Hessen
Obwohl schon im August 1644 die Friedensverhandlungen zwischen den Kriegsparteien in Münster begannen, gingen die Kampfhandlungen weiter und die einzelnen Kriegsparteien versuchten noch, Vorteile für sich zu erreichen. Nachdem die Franzosen im August 1644 nach der Schlacht bei Freiburg im Breisgau das Elsass besetzt hatten, versuchten die bayerisch-kaiserlichen Truppen, das Blatt nochmals zu wenden. So kam es am 5. Mai 1645 in der Schlacht von Herbsthausen zu einer vernichtenden Niederlage der Franzosen.
Die Operationen der französisch-alliierten Armee unter Marschall Turenne hatten auf dem deutschen Kriegsschauplatz dadurch einen empfindlichen Rückschlag erlitten. Turenne zog sich nach Hessen zurück, wo Graf Königsmarck, der ein schwedisches Korps kommandierte, sich mit seiner Armee vereinigte. Außerdem verstärkten die Truppen der Landgräfin Amalie von Hessen-Kassel die Streitkräfte Turennes.

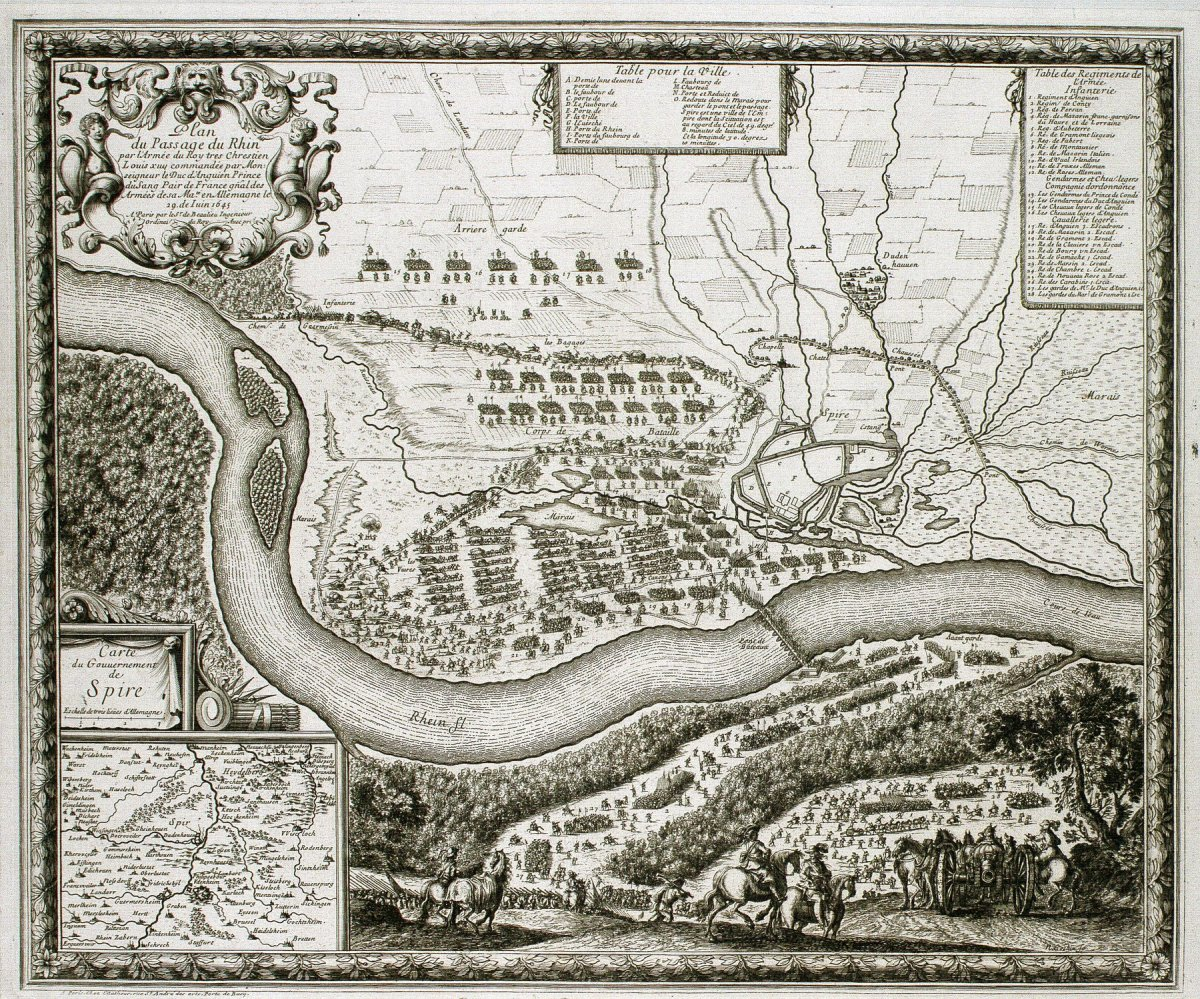
Dargestellt ist der Rheinübergang der französischen Armee bei Speyer am 19. Juni 1645 unter dem Kommando des Prinzen Condé

Kardinal Mazarin, der Premierminister des Königs von Frankreich, beauftragte den Herzog von Enghien (den späteren Prinzen Condé) und den Marschall Graf Gramont, an der Spitze von etwa 8.000 Mann nach Deutschland zu marschieren, um dort zu den Truppen des Marschalls Turenne zu stoßen. Mazarin drohte, dass er den Bayern einen überlegenen Gegner auf den Hals ziehen werde. Nach der Vereinigung mit den Truppen der Landgräfin Amalie von Hessen-Kassel und mit dem Kontingent des schwedischen Generals Graf Königsmarck umfasste die Armee des Marschalls Turenne 14.000 Mann. Turenne marschierte von Friedberg in Hessen nach Gelnhausen. Als er vom Marsch von Duc d’Enghien zum Rhein Nachricht erhalten und Order bekommen hatte, sich mit ihm zu vereinigen, überquerte er zwischen Frankfurt am Main und Hanau den Main, wandte sich zur Bergstraße hin, nahm das Städtchen Weinheim und vereinigte sich bei Ladenburg mit der Streitmacht des Duc d’Enghien, der am 19. Juni bei Speyer über den Rhein gegangen war.
Die vereinigte französisch-hessisch-weimaranisch-schwedische Streitmacht hatte danach eine Kampfstärke von 22.000 Mann. Den Oberbefehl übernahm auf Anordnung Mazarins der Duc d’Enghien. Sein Ziel war, den Ruhm der französischen Waffen wiederherzustellen, den die Herbsthausener Niederlage erschüttert hatte. Duc d’Enghien, voll jugendlichen Tatendrangs, konnte den Augenblick kaum erwarten, sich mit seinem Gegner in offener Feldschlacht zu messen.

#### Ausweichmanöver des bayrischen Feldmarschalls Mercy
Das kaiserlich-bayerische Heer unter Feldmarschall Franz von Mercy marschierte von Aschaffenburg den Main entlang bis Miltenberg, ging hier auf das linke Mainufer und vereinigte sich am 4. Juli 1645 mit dem 5.000 Mann starken Korps (3.000 Mann Infanterie und 2.000 Mann Kavallerie) des kaiserlichen Generals Geleen. Im Bewusstsein, einen zahlenmäßig überlegenen Gegner vor sich zu haben, wich Mercy immer wieder aus und zog sich zurück, denn er hatte erkannt, dass der Duc d’Enghien die Donau und damit Bayern zu gewinnen trachtete, was er durch seine hinhaltende Kampfesweise zu verhindern suchte. Den Feind nicht nach Bayern eindringen zu lassen, war die Direktive des bayrischen Kurfürsten Maximilian. Von Amorbach aus marschierte Mercy in Eilmärschen auf Heilbronn zu, um vor dem Feind dort zu sein, denn er nahm richtigerweise an, dass der Feind diese Festung zum vordringlichsten Ziel hatte.

#### Abzug des schwedischen Kontingents
Der Duc d’Enghien wandte sich tatsächlich nach Heilbronn, damals die wichtigste schwäbische Festung. Mercy kam ihm jedoch durch seine kluge Voraussicht und seinen forcierten Marsch dorthin zuvor. Er erschien völlig unerwartet für den Duc d’Enghien am rechten Neckarufer auf einer günstig gelegenen Anhöhe, einem Weinberg zwischen Heilbronn und Neckarsulm, um mit seiner ganzen Streitmacht Heilbronn zu verteidigen. Er traf eine Stunde vor den Franzosen ein. Nur die Kavallerie der französisch-alliierten Armee war bei Heilbronn angekommen und musste auf das Eintreffen der Infanterie warten.
Nachdem er dort nichts ausrichten konnte, beschloss Duc d’Enghien, sich nach Wimpfen zu wenden. Für diese Aufgabe war Marschall Graf Gramont ausersehen. Sein Detachement sollte aus Kontingenten von Hessen, Schweden, Weimaranern und Franzosen bestehen. Unter den Generälen bestanden jedoch Meinungsverschiedenheiten über das weitere strategische Vorgehen. Der hessische General Geiß und der schwedische General Graf Königsmarck hatten bereits in Ladenburg zum Ausdruck gebracht, dass sie Mercy nicht dazu reizen wollten, sich zwischen die alliierte Armee einerseits und Franken und Hessen andererseits zu werfen und sie von den wichtigen Versorgungswegen abzuschneiden.
Die Beratung wurde offenbar heftig geführt. Eine Beleidigung, die sich der arrogante Duc d’Enghien gegenüber den Generalen Geiß und Königsmarck zuschulden kommen ließ, hatte deren Trennung von der alliierten Armee zur Folge. Mit großer Mühe und mit gutem Zureden gelang es Turenne, Geiß mit seinen Hessen zum Bleiben zu bewegen. Parallel dazu wurde auch die Landgräfin Amalie von Hessen-Kassel durch Kuriere ersucht, ihr hessisches Kontingent bei der Armee zu belassen. Der hessische General Geiß erklärte sich bereit, bis zum Eintreffen der Antwort seiner Souveränin bei der vereinigten Armee zu bleiben. Die Schweden waren allerdings nicht mehr zu halten und nahmen an der späteren Alersheimer Schlacht nicht teil.
Für die Weimaraner stellte sich die Frage, zu bleiben oder abzuziehen nicht, da sie auf den König von Frankreich vereidigt waren. Nach dem Abzug der Schweden bestand die alliierte Armee aus jeweils etwa 6.000 Franzosen, 5.000 Weimaranern und 6.000 Hessen; also zusammen etwa 17.000 bis 18.000 Mann mit insgesamt 27 Geschützen. Die Stärke der kaiserlich-bayerischen Armee betrug demgegenüber 15.000 bis 16.000 Mann mit 29 Geschützen.
Nach dem Abzug der französisch-alliierten Armee und der Eroberung Wimpfens durch die Franzosen am 8. Juli 1645 sah Feldmarschall Mercy voraus, dass sich der Duc d’Enghien nach Schwäbisch Hall wenden würde; er kam dieser Operation durch einen Marsch über Weinsberg, Löwenstein und Mainhardt zuvor. Bei Schwäbisch Hall stellte er seine Streitmacht in Schlachtordnung. Die französisch-alliierte Armee zog sich nach Mergentheim und dann gegen Rothenburg ob der Tauber zurück. Auf diesem Marsch ließ Duc d’Enghien die meisten Ortschaften, an denen die Armee vorbeikam, in Brand stecken, da die Einwohner beschuldigt wurden, nach der für Turenne am 5. Mai 1645 verlorenen Schlacht von Herbsthausen eine große Anzahl versprengter Franzosen erschlagen zu haben.
Rothenburg ergab sich am 18. Juli nach einer schweren Kanonade auf Gnade und Ungnade. 200 Mann der Verteidiger wurden in französische Waffendienste gepresst und die unter Waffen stehende Bürgerschaft wurde übel behandelt. Ein bedeutender Nachschub, den die Armee dringend benötigte, fiel ihr in die Hände. Von Würzburg her erhielt die alliierte Armee in mehreren Konvois ihren regulären Nachschub. Im April 1645 war Rothenburg von den Truppen Turennes schon einmal eingenommen worden. Duc d’Enghiens Erwartung allerdings, Mercy würde zum Schutze Rothenburgs mit seiner Streitmacht herbeieilen und sich zur Schlacht stellen, erfüllte sich nicht. Duc d’Enghien hielt sich in der Stadt einige Tage auf und bezog dann eine Stellung bei Hollenbach und Schrozberg.
Die bayerisch-kaiserliche Armee beließ eine Besatzung in Schwäbisch Hall und zog sich mit ihrer Hauptmacht über Talheim, wo Mercy am 18. Juli sein Hauptquartier aufgeschlagen hatte, nach Crailsheim und am 24. Juli nach Feuchtwangen zurück, „… um dadurch nit allein gedachte Statt Dinkhelsbüll zu bedeckhen, sondern auch den Feint vorzustehen, und dass er uns den Vorsprung gegen die Donau nit abgewünen möge, sovil menschlich zu verhindern …“  Mercy verlegte von Feuchtwangen aus am 30. Juli etwa 600 Mann unter dem Obristen Creutz in die Stadt Dinkelsbühl.

#### Scharmützel bei Dürrwangen an der Sulzach
D’Enghien wandte sich nun gegen Dinkelsbühl und ließ dort die Vorbereitungen zur Belagerung der Stadt treffen. Da erhielt Turenne vor Mitternacht durch einen aus bayerischer Gefangenschaft entkommenen Offizier Nachricht von Mercys Marsch zur Donau – er marschiere mit seiner Armee in einem Waldgebiet nach Süden. Turenne besprach sich mit dem Duc d’Enghien. Dieser gab Befehl, die gesamte Bagage und zwei oder drei Regimenter Kavallerie zurückzulassen, die Belagerungsvorbereitungen sofort abzubrechen und auf Mercy zuzumarschieren.
Beide Armeen durchquerten so während der gleichen Nacht, ohne zunächst voneinander zu wissen, nahe beieinander ein ausgedehntes Waldgebiet bei Dürrwangen an der Sulzach. Die bayerisch-kaiserliche Armee hatte einen kleinen Vorsprung und erhielt überdies früher Nachricht von der Anwesenheit des Feindes. Somit konnte sie in größter Eile beim Verlassen des Waldes im Morgengrauen des 1. August 1645 eine Schlachtordnung bilden – und zwar so geschickt hinter Weihern, dass die Franzosen, als sie den Wald verließen, nicht angreifen konnten. Auch der Duc d’Enghien stellte dann seine Armee in Schlachtordnung auf und man beschoss sich gegenseitig mit Geschützen und Musketen. Lediglich schmale Wege, auf denen nicht mehr als zwei Mann nebeneinander gehen konnten, verliefen zwischen den Fronten und alles, was sich darauf zeigte, wurde unter mörderisches Feuer genommen. So kam auch Duc d’Enghien selbst in große Gefahr, als er sich auf einem dieser Wege nach vorne gewagt hatte, um persönlich zu erkunden. Nachdem sich die beiden Armeen mehrere Stunden gegenübergestanden hatten, ohne dass eine angreifen konnte, und nachdem die gegenseitige Beschießung einige hundert Tote gekostet hatte (das Theatrum Europaeum gibt 200–300 Tote auf beiden Seiten an), gab Condé um ein Uhr nachts den Befehl, abzurücken und an Dinkelsbühl vorbei nach Nördlingen zu marschieren.
Mercy ging zunächst davon aus, dass Condé Dinkelsbühl belagern würde. Um sich aber letzte Gewissheit zu verschaffen, bezog er eine Schlachtordnung bei Sinbronn, von wo aus er sowohl die Stadt als auch den Feind sehen konnte. So konnte er sich davon überzeugen, dass Duc d’Enghien an Dinkelsbühl vorbeizog.
Der Duc d’Enghien nahm den Weg zur Donau über Nördlingen. Am Morgen des 3. August 1645 war die gesamte französisch-alliierte Armee vor den Toren Nördlingens angelangt. Nun sollte diese Stadt genommen werden, wohin Mercy von Dürrwangen aus eine bayerische Besatzung von 300 Musketieren aus dem Regiment Gil de Hasi unter dem Obristleutnant Beltin entsandt hatte. Mercy befand sich mit seiner Armee auf einer östlicheren Marschroute über Oettingen zur Donau.

## Schlachtverlauf

### Schlachtvorbereitungen des bayerischen Heeres
Vom Wald bei Dürrwangen her kommend, wo sich die beiden Heere gegenübergestanden hatten, zog die kaiserlich-bayerische Armee über Wassertrüdingen und Oettingen in Richtung Donauwörth, um auf Weisung des Kurfürsten Maximilian dem Gegner den Weg nach Bayern hinein zu versperren. Condé hatte Nördlingen als vorläufiges Ziel gewählt, weil er sich dort reiche Beute versprach und weil diese Stadt auf seinem Weg zur Donau lag. Als Feldmarschall Mercy am Morgen des 3. August 1645 an der Spitze seiner Armee nach Alerheim gelangte, erkannte er die für ein Gefecht außerordentlich günstige Geländeformation und entschloss sich, hier seine Armee zur Schlacht aufzustellen. Die Einheiten wurden in ihre Stellungen eingewiesen und mussten sofort mit den Schanzarbeiten beginnen. Den Tross schickte Mercy nach Donauwörth und über die Donau voraus, um mit der Armee beweglicher zu sein.

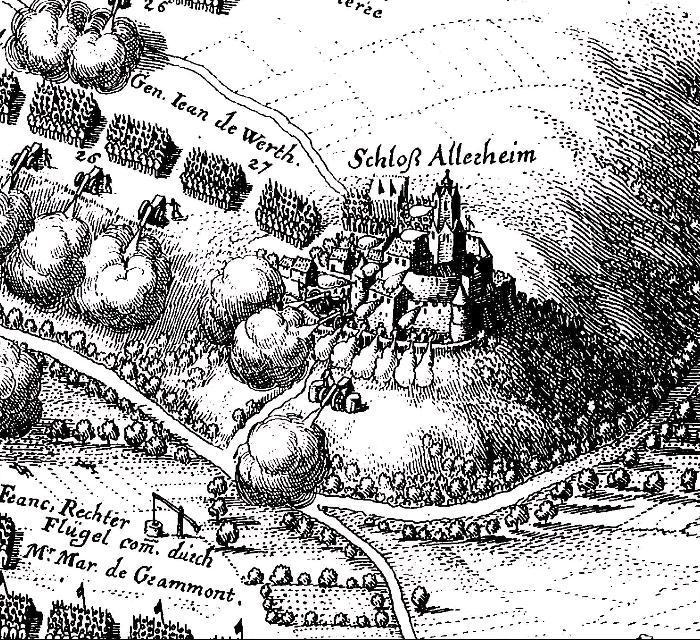
Abbildung der mit drei Geschützen und zwei kaiserlichen Bataillonen besetzten Schlossruine am linken Flügel der kaiserlichen Truppen

Auf dem rechten Flügel, wo General Graf Geleen kommandierte, hielten elf Schwadronen der kaiserlichen Reiterregimenter Kolb, Caselny, Geiling, Hiller, Holstein und Kroaten mit sieben Geschützen das erste und sechs Schwadronen der Reiterregimenter Kolb, Stahl, Hiller und Holstein die Stellung im zweiten Treffen. Der Wennenberg selbst war von den Infanterieregimentern Mandelsloh und Plettenberg mit fünf Geschützen besetzt.
In der Mitte, von wo aus der Feldmarschall Freiherr von Mercy den Oberbefehl führte, standen im ersten Treffen östlich hinter Alerheim die Fußregimenter Henny, Gorv, Mercy, Gold, Halir, Kolb und Royer; sie waren mit drei Geschützen ausgerüstet. Das verschanzte Dorf selbst, wo der Generalfeldzeugmeister Johannes Ernst Freiherr von Reuschenberg zu Setterich (auch Reischenberg oder Rauschenberg genannt) das Kommando hatte, wurde von sieben Bataillonen mit sechs Geschützen verteidigt.
Der bayerische Reitergeneral Johann von Werth führte den linken Flügel, der sich links an die mit zwei Bataillonen und drei Geschützen besetzte Schlossruine anlehnte. Dieser Flügel bestand aus 16 Schwadronen, wovon acht der Kavallerieregimenter Werth, Fleckenstein, Sporck, und Lapierre mit vier Kanonen im ersten und acht Schwadronen der Regimenter Salis, Werth, Flechst, Sporck, Dragoner und Lapierre im zweiten Treffen postiert waren. Je eine Schwadron Dragoner und Reiter vom Regiment Lapierre hatten den Steinberg (vulgo Spitzberg) besetzt, um eine Umfassung der kaiserlich-bayerischen Front von Süden her zu verhindern. Im Norden, also rechts von der kaiserlichen Stellung, war dies wegen der unweit dahinter fließenden Wörnitz nicht zu befürchten.
Die gesamte kaiserlich-bayerische Stellung war mit Schanzen versehen worden. Im Dorf Alerheim waren in die Häuser Schießscharten gebrochen und Dächer aufgedeckt worden. Bäume in den Gärten waren gefällt und Mauern niedergerissen worden, um freies Schussfeld zu gewinnen. Die Klasse der Schlachtordnung, die Feldmarschall Mercy gewählt hatte, lag in dem zwischen den beiden Flügeln als vorgeschobene Bastion liegendem Dorf Alerheim begründet. Keiner der beiden Flügel konnte angegriffen werden, ohne dass der Angreifer Flankenfeuer aus dem Dorf bekommen hätte, aber auch bei weiterem Vorrücken von den beiden Anhöhen und vom Dorf her ins Kreuzfeuer geriet.

### Schlachtvorbereitungen des vereinigten französischen Heeres

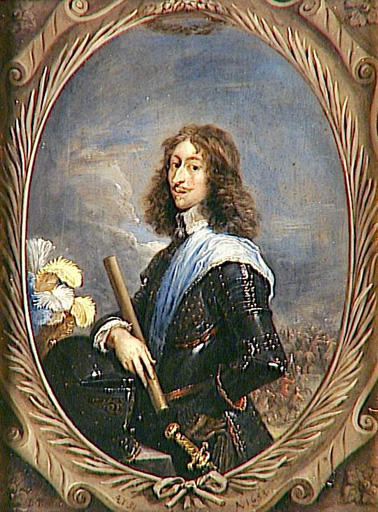
Oberbefehlshaber der französisch-alliierten Armee Louis II. de Bourbon, Duc d’Enghien;
Portrait von David Teniers d. J.

Duc d’Enghien befand sich im Feldlager vor Nördlingen, als ein schwedischer Kundschafter die Nachricht brachte, Mercy bereite sich an einem in der Nähe liegenden Platz zur Schlacht vor. Zunächst wollte der Duc d’Enghien diese Nachricht nicht glauben, hatte sich doch Mercy bisher einer direkten Auseinandersetzung immer entzogen, da er sich der französisch-hessisch-weimaranischen Armee zahlenmäßig unterlegen wusste. Nachdem er sich von der in der Nähe liegenden Anhöhe aus von der Richtigkeit der Darstellung überzeugt hatte, ritt er unter dem Schutz einiger Schwadronen mit den Marschällen von Frankreich und den übrigen Generalen seiner Armee in großer Eile nach Alerheim hinaus, wo die kaiserlich-bayerische Armee eine außerordentlich günstige Stellung bezogen hatte. Überall wurde geschanzt, um die schon von Natur aus sehr vorteilhafte Stellung noch zu verbessern.
Der Duc d’Enghien und seine Generale ritten zur Erkundung der Lage recht nahe an Mercys Alerheimer Stellung heran und hielten unter einer Pflaumenbaumgruppe Kriegsrat. Es gab zwischen dem Duc d’Enghien und seinen Generalen Erörterungen, ob es denn überhaupt sinnvoll sei, diese exzellente Stellung der Kaiserlichen und Bayern anzugreifen. Selbst Marschall Turenne riet von einem Angriff ab. Er meinte, dass man dem so aufgestellten Feind keine Schlacht liefern könne, ohne die französische Armee einer fast sicheren Niederlage auszusetzen. Der jugendliche und tatendurstige Duc d’Enghien allerdings entschied sich gegen alle Bedenken der alterfahrenen Generale für die Schlacht, auf die er lange gewartet hatte.
Da die Flügel wegen der Flankenwirkung des Dorfes nicht angegriffen werden konnten, musste zuerst das Dorf frontal angegriffen werden, während die beiden Flügel auf gleicher Höhe vorrücken sollten. Aber auch hierüber gab es im Kriegsrat unterschiedliche Ansichten. Die Meinung Turennes, dass die beiden Flügel auf der Höhe des Dorfes stehen bleiben sollten, solange die Infanterie damit beschäftigt war, das Dorf zu erobern, wurde dann auch vom Duc d’Enghien akzeptiert. Auf diese Weise sollte die gesamte kaiserlich-bayerische Schlachtordnung erschüttert werden. Ein bevorstehendes Massaker nahm der Duc d’Enghien offenbar bewusst in Kauf, musste er doch davon ausgehen, dass das Dorf stark besetzt und auf die Verteidigung bestens vorbereitet war.
Der Duc d’Enghien hatte daneben noch erwogen, die Stellung der Bayern und Kaiserlichen von der Flanke her, also über den Spitzberg und das Schloss anzugreifen und aufzurollen. Damit sollte der Stellung Mercys ihr Vorteil genommen werden. Er kam von dieser Überlegung offenbar ab – wohl in der Beratung mit seinen Generalen – und wählte doch den Frontalangriff.
Die französisch-hessisch-weimaranische Armee marschierte in der Ebene vor Alerheim auf. Feldmarschall Chastelux hatte die Aufgabe, die Einheiten beim Anmarsch in Richtung ihrer späteren Stellung einzuweisen. Die Infanterie erhielt dabei als Marschrichtung den Alerheimer Kirchturm. Chastelux, der nur eine kleine Eskorte bei sich hatte, kam bei einem Geplänkel mit durch die Ebene streifenden bayerischen leichten Reitern und Infanteristen ums Leben. Castelnau übernahm daher seine Aufgabe. Um etwa vier Uhr war die Armee aufgestellt. Die Bayern zeigten sich nicht.
Der rechte Flügel der französisch-weimaranisch-hessischen Armee bestand vorwiegend aus der französischen Kavallerie unter dem Oberbefehl von Marschall Graf Gramont. Sechs Escadrons der französischen Garde, Carabiniers und die Regimenter Fabert, Wall und Anguien mit vier Geschützen standen im ersten Treffen sowie vier Escadrons des Regiments Gramont, La Claviere, Boury, Chambre und Gramont in der zweiten Linie. Die französische Reserve des rechten Flügels unter dem Kommando von Marschall Chabot wurde von zwei Escadrons der Regimenter Neu-Rosen, aus vier Bataillonen Infanterie, Trousses, Irlandais, Fabert und der Garnison de Lorraine gebildet. Rechts davon standen zwei Escadrons des Reiterregiments Marsin.
Der linke Flügel wurde kommandiert von Marschall Turenne. In der ersten Linie wurde die Schlachtordnung aus sechs Schwadronen der Weimaraner Reiterregimenter Roßwurm, Mazarin, Tupadel, Tracy und Turenne mit neun Geschützen gebildet, in das zweite Treffen gingen vier Schwadronen der weimaranischen Reiterregimenter Alt-Rosen, Fleckenstein und Kanofsky. Die Reserve des linken Flügels bestand aus hessischen Truppen unter General Geiß. Es waren die Reiterregimenter Oehm, Albrecht von Rauchhaupt und Michael de Schwert unter Obrist Oehm. Darauf folgten die sechs hessischen Infanteriebataillone Frank, Lopez de Villa Nova, Uffel, Wrede, Stauf und Kotz von Metzenhoven. Anschließend nach rechts folgten wieder sechs Schwadronen aus den Kavallerieregimentern, Baucourt, Groot und Leibregiment Geiß.
Im Zentrum, das unter dem Befehl von General Graf Marsin stand, war Infanterie aufgestellt, bestehend aus sieben Bataillonen der französischen Regimenter Bellenave, Oysonville, Mazarin, Conty, d’Anguien und Persans mit 14 Geschützen im ersten Treffen und in der zweiten Linie drei Bataillonen der Regimenter Gramont, Haure und Montausier. Dahinter waren noch drei Reiterregimenter Carabiniers postiert.
Wie damals üblich stand die Artillerie zumeist vor der Front beziehungsweise so, dass eigene Truppen möglichst nicht überschossen werden mussten. Diese Postierung der Artillerie führte zu hohen Verlusten und zur Unbeliebtheit dieser Waffengattung. Sie rekrutierte sich deshalb zumeist aus unzuverlässigen Leuten wie Rossdieben und solchen, die andere Vergehen zu büßen hatten und sich bewähren mussten.

### Angriff der französischen Infanterie auf das Dorf Alerheim

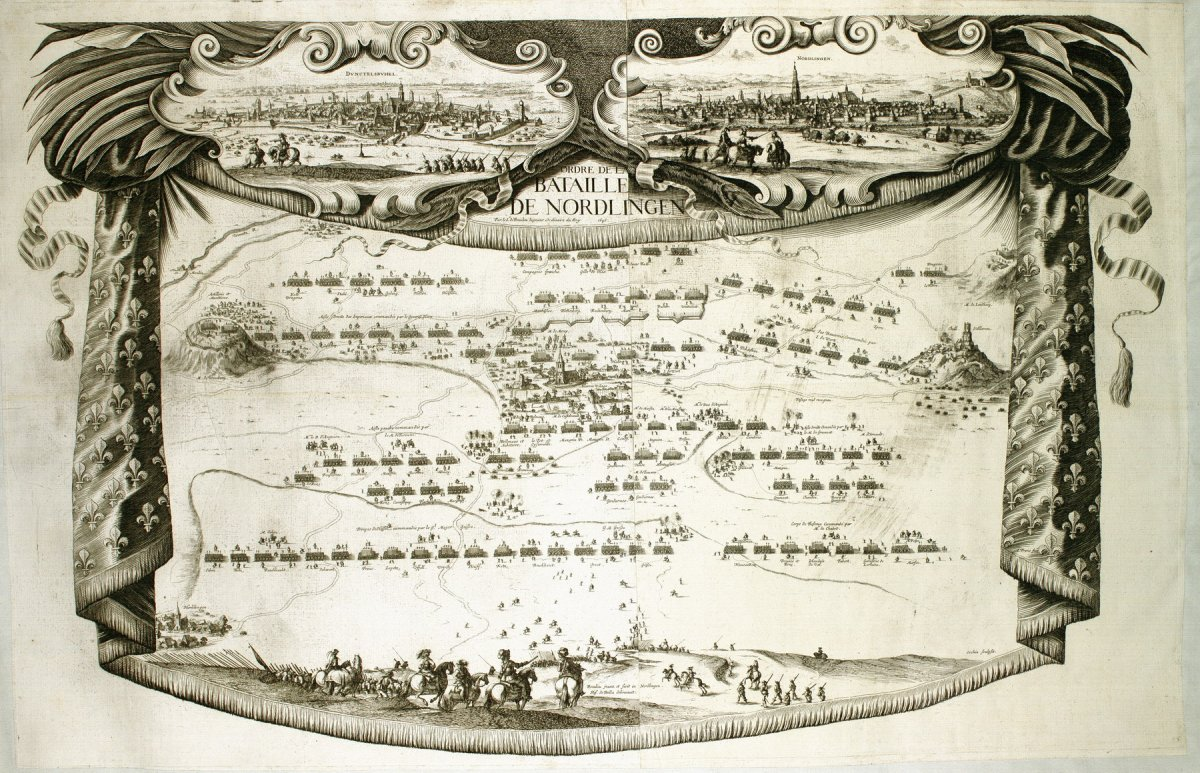
Schlachtdarstellung von Alerheim
französischer Kupferstich von 1698

Zwischen vier und fünf Uhr gegen Abend begann die Schlacht mit einem Artillerieduell, bei dem die kaiserlich-bayerische Artillerie, die aus gut ausgebauten Stellungen feuern konnte, im Vorteil war. Die französisch-alliierte Artillerie musste erst bespannt auffahren, wenden und die Geschütze in Stellung bringen, wobei die kaiserlich-bayerische Artillerie bereits ihre Salven schoss und dies empfindlich behinderte.
General Marsin erhielt den Befehl, mit seiner Infanterie den Angriff auf das Dorf zu führen. Der Sturmangriff kam bis zum westlichen Dorfrand, wurde aber durch das mörderische Feuer der Verteidiger abgewehrt, so dass die Angreifer sich mit großen Verlusten zurückziehen mussten. General Marsin selbst wurde schwer verwundet. Daraufhin befahl der Duc d’Enghien dem Marquis de la Moussaye, an der Spitze einiger frischer Bataillone die zurückweichenden Truppen der ersten Angriffswelle aufzunehmen und einen neuen Angriff vorzutragen. Jedoch gelang auch dem Marquis kein entscheidender Einbruch. Der Herzog, der um die Wichtigkeit dieser Angriffsoperation wusste, zog vom rechten Flügel, sehr zum Missfallen des Marschalls Gramont, der dagegen beim Duc d’Enghien protestierte, Infanterieeinheiten ab, setzte sich selbst an die Spitze der Kräfte und führte sie gegen das verbissen verteidigte Dorf, wo die Bayern aus ihren befestigten Häusern und Stellungen schossen und bei den Franzosen hohe Verluste verursachten.
Bei diesen hartnäckigen Frontalangriffen der Franzosen nahm Feldmarschall Mercy an, dass an Alerheim die Kraft der französischen Armee zerbrechen würde. Dennoch musste er laufend Verstärkungen in das Dorf einsetzen, die er vom Wennenberg, beziehungsweise vom rechten Flügel abzog und persönlich in den Brennpunkt des Geschehens führte.
Duc d’ der sich im Dorf mitten ins Kampfgetümmel wagte, verlor unter sich zwei Pferde und erhielt Schüsse auf den Brustpanzer und auf seine Kleidung. Dann aber ereignete sich das, was der Schlacht die entscheidende Wendung gab: Feldmarschall von Mercy fiel, von einer feindlichen Musketenkugel in den Kopf getroffen, tot vom Pferd. Die Franzosen waren bis an den westlichen Dorfrand gelangt, hatten befehlsgemäß Brandfackeln geworfen und einige Strohdächer in Brand gesteckt. Das Dorf, das vorwiegend aus strohgedeckten Häusern bestand, ging in Flammen auf. Wegen der Hitze, die das Feuer verbreitete, mussten sich die Verteidiger aus dem Dorf zurückziehen. Nur auf dem Friedhof, in der Kirche und in zwei Steinhäusern leisteten die Bayern noch Widerstand.

### Attacke der bayerischen Reiterei auf den rechten französischen Flügel

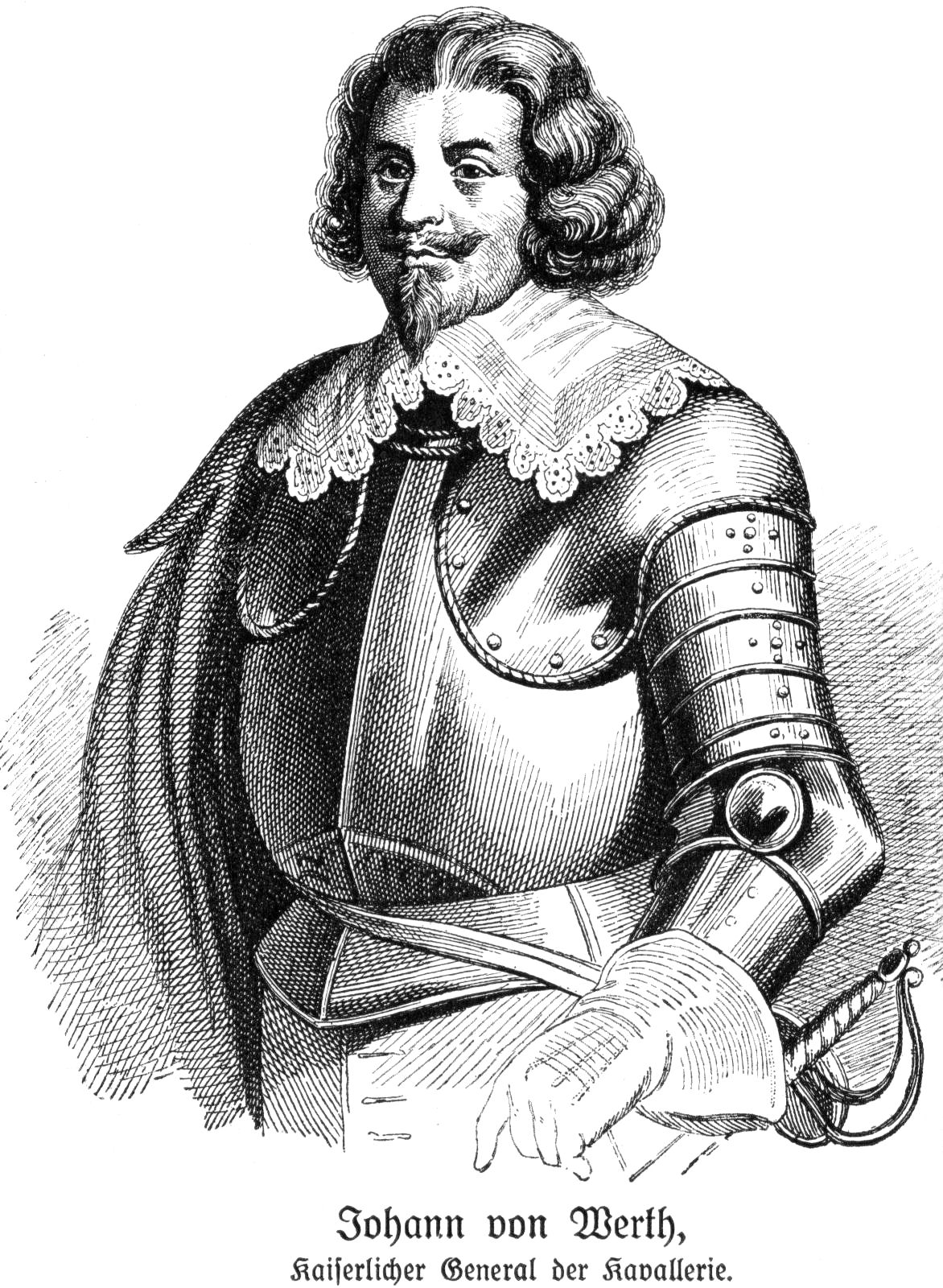
General Johann von Werth, Kommandeur des linken kaiserlichen Flügels
Illustration aus W. Herchenbach, Jan van Werth, der Reitergeneral, Regensburg 1886

Unterdessen griff bayerische Infanterie vom Schlossberg herunter die französischen Kavallerieeinheiten an. Um diesen Angriff abzuwehren, ließ Marschall Gramont seine zweite Linie, die Infanterieregimenter Fabert und Wall, vorrücken. Daraus entwickelte sich ein Scharmützel, so dass sich auch Gramont gezwungen sah, einzugreifen. Er erhielt dabei einen Musketenschuss auf seinen Helm, sodass er bewusstlos auf den Hals seines Pferdes sank. Die Kugel war aber nicht eingedrungen. Gramont kam bald wieder zu sich und konnte seine Führungsaufgabe wieder übernehmen.
Während der Kampf im Dorf wegen der Brände abgeflaut war, wurde aber unterhalb des Schlossberges gekämpft. Johann von Werth unternahm nun mit seiner bayerischen Reiterei eine gewagte Attacke. Er setzte über den von einer französischen Offizierspatrouille für unpassierbar erklärten Graben hinweg und preschte in Schlachtordnung der französischen Kavallerie entgegen. Diese war auf das Höchste überrascht und überrumpelt und vergaß teilweise die Verteidigung, war sie doch sicher gewesen, dass sie des unpassierbaren Geländes wegen nicht angegriffen werden konnte. General Johann von Werth warf mit seiner bayerischen Reiterei den gesamten rechten Flügel der Franzosen über den Haufen – die französische Kavallerie floh in haltloser Flucht, ohne dass sie noch einem Befehl zugänglich gewesen wäre.
Gramont versuchte, die Lage zu retten und setzte sich an die Spitze der beiden irischen Regimenter Fabert und Wall, die nicht aus ihrer Stellung gewichen waren und die aus nächster Nähe Salven gegen die bayerische Reiterei feuerten, sodass sich die heranstürmenden Schwadronen lichteten. Aber auch dieser letzte Widerstand wurde gebrochen. Gramont geriet in einen Mann-gegen-Mann-Kampf. Umgeben von den wenigen Getreuen, die ihm geblieben waren, fand sich Gramont an allen Seiten eingeschlossen. Vier bayerische Reiter, die darum stritten, wem er als Gefangener gehören solle, schickten sich an, ihn zu töten. Gramonts Gardekapitän tötete einen dieser Reiter und sein Adjutant einen anderen. In diesem Moment hatte Hauptmann Sponheim vom bayerischen Regiment Lapierre den Namen des Marschalls von Gramont nennen hören. Er fasste einige Offiziere zusammen, die Gramont aus den Händen der bayerischen Reiter befreiten und ihm so das Leben retteten. Der größte Teil seiner Garde war getötet worden. Marschall Gramont kam in Gefangenschaft.
Auf ihrer Flucht riss die französische Kavallerie noch zwei hessische Infanteriebataillone mit sich fort. Auch das französische Reservekorps unter Marschall Chabot konnte den ungestümen Angriff nicht aufhalten. Es gelang Chabot zunächst, sein Reservekorps hinter den Hessen, die in der zweiten Linie des linken Flügels standen, wieder zu versammeln, wurde aber auch dort überrannt und befand sich nach kurzer Zeit, mitgerissen von den flüchtenden Schwadronen der ersten Linie, ebenfalls in haltloser Flucht. Auch das Reservekorps unter Chabot wurde völlig aufgerieben.
Johann von Werth versäumte es im Schwung seiner Attacke, das hessische Reservekorps anzugreifen, dass dann später den entscheidenden Angriff auf den Wennenberg ritt. Das war Johann von Werths erster schwerer Fehler in dieser Schlacht. Stattdessen setzte er, hingerissen von ungestümer Kampfeshitze, die Attacke bis zum Tross des Gegners fort, der südwestlich von Deiningen jenseits der Eger stand. Das zur Bedeckung desselben zurückgelassene markgräfliche Regiment ergriff ebenfalls die Flucht. Wie damals allgemein üblich, begannen die bayerischen Reiter den französischen Tross ausgiebig zu plündern. Außerdem erbeuteten sie bei diesem denkwürdigen Reiterangriff viele Fahnen und Standarten sowie Geschütze und sonstiges Kriegsmaterial. Das französische Heer erlitt bei der Niederlage des rechten Flügels einen empfindlichen Verlust. Die meisten toten Kavalleristen waren junge Adelige.

### D’Enghiens und Turennes entscheidender Angriff auf den Wennenberg

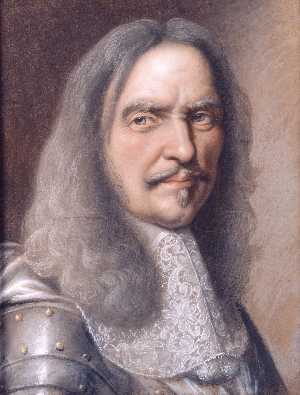
Marschall Turenne, Kommandeur des linken französischen Flügels
Portrait von Robert Nanteuil (1623–1678)

D’Enghiens Zentrum war von den wiederholten verlustreichen Angriffen ausgeblutet und nicht mehr einsatzfähig. Sein rechter Flügel war vollständig geschlagen und vom Schlachtfeld gefegt worden. Der Duc d’Enghien setzte nun alles auf eine Karte. Er ritt zu Marschall Turenne an seinem einzigen noch intakten linken Flügel hinüber. Beide besprachen sich kurz. Dann folgte um etwa sieben Uhr abends der Entschluss des Angriffs auf den Wennenberg. Duc d’Enghien setzte dabei, obwohl weit von seinem Heimatland entfernt, seine letzten Reserven ein. Das war ein militärisch zweifelhaftes und gefährliches Unterfangen.
Turenne unterstützte dabei die hessischen und Weimaraner Truppen. Unter großen Verlusten gelangten die Weimaraner auf den Wennenberg, der damals unbewaldet war. Von der kaiserlichen Besatzung des Wennenberges und des rechten Flügels hatte Feldmarschall Mercy zuvor bei Beginn der Schlacht einige Schwadronen abgezogen und sie im Dorf den französischen Angreifern entgegengeworfen. Ihr Fehlen machte sich nun auf dem rechten Flügel empfindlich bemerkbar. Es entwickelte sich auf dem Wennenberg ein verbissener und verlustreicher Kampf. Nach mehrfach wechselnden Kampfvorteilen gelang es Turenne mit seinen weimaranischen Reitern, die Stellung der Kaiserlichen zu durchbrechen. Der kaiserliche General Geleen eilte mit seinem zweiten Treffen zu Hilfe und rieb einige weimaranische Schwadronen auf. Die Verteidiger schienen die Oberhand zu bekommen. Der Angriff der Weimaraner wurde abgeschlagen und die Angreifer gingen den Wennenberg hinunter zurück.
Dann griff der Duc d’Enghien selbst an der Spitze der hessischen Regimenter, der Reiterei unter General Geiß, Obrist Oehm und unter dem Landgrafen Ernst von Hessen-Kassel sowie der Infanterie unter Uffeln, der allerletzten Reserve, die er noch hatte, die kaiserliche Stellung an. Er nahm auf seinem Weg bergan die zurückweichenden Weimaraner auf und gelangte zum Ort des Kampfgeschehens auf dem Wennenberg.
Als die Munition ausging, kam es zum Handgemenge. Da die kaiserliche Kavallerie nun nur noch eine Linie tief stand, hatte sie dort, wo Einbrüche geschahen, keine Unterstützung mehr von einer zweiten Linie. Daher geriet der Durchbruch zur Katastrophe. Die Hessen und die Weimaraner hieben, nunmehr in der Überzahl, die kaiserlichen Infanterieregimenter Mandelsloh und Plettenberg nieder und eroberten die gesamte kaiserliche Artillerie, die nicht mehr in Sicherheit gebracht werden konnte, da zuvor die Fuhrknechte mit den Pferden und den Protzen durchgegangen waren. Auch eine Anzahl bayerischer Reiter wurde von dieser Fluchtbewegung erfasst und jagte bis Donauwörth zurück. General Geleen wurde verwundet und geriet in Gefangenschaft. Ebenso wurden die kaiserlichen Obristen Graf Holstein und Hiller, sowie die bayerischen Obristen Royer, Stahl und Cobb gefangen.

### Ende der Schlacht, Rückzug der Kaiserlichen
Aus dem linken Flügel der alliierten Armee entstand nun eine neue Schlachtordnung, die auf ihrer rechten Seite das Dorf Alerheim berührte und sich auf ihrer linken Seite bis zur Wörnitz erstreckte. Aus dieser Stellung heraus sollte die Front der Bayern in südlicher Richtung aufgerollt werden. Die Flüchtenden, hauptsächlich nun auch die Truppen des kaiserlich-bayerischen Zentrums, wurden gnadenlos verfolgt. So berichtet ein französischer Schlachtbericht, dass die Franzosen auf Befehl Duc d’Enghiens für zwei Stunden die Feinde verfolgten, ohne jemanden gefangen zu nehmen, ausgenommen Offiziere.
Der hessische Major Franke wurde beauftragt, mit seiner Brigade das Dorf vom Feind zu säubern. Er wurde aber östlich des Friedhofes von zwei bayerischen Kürassierschwadronen, die von Deiningen zurückgekommen waren, eingeschlossen und seine Einheit vollständig aufgerieben. Major Franke und die meisten seiner Leute fielen.
Während der erbitterte Kampf um den Wennenberg noch im Gang war, kehrte gegen acht Uhr abends Johann von Werth an der Spitze seiner siegreichen Reiterei auf das Schlachtfeld zurück. Er nahm wieder seine alte Ausgangsstellung ein, um von dort aus nach Norden gegen den Gegner vorzugehen, verstärkte aber dadurch die Rückzugsbewegung des rechten Flügels und des Zentrums noch mehr. Wäre er den Hessen und Weimaranern in den Rücken gefallen, die zu dieser Zeit noch in erbitterte Nahkämpfe auf dem Wennenberg verwickelt waren, dann hätte er dem Schlachtverlauf eine neue Wendung geben können. Dies war Johann von Werths zweiter, letztlich schlachtentscheidender Fehler. Werth entschuldigte sich mit der hereinbrechenden Dunkelheit und der schlechten Sicht durch den Rauch. Auch erfuhr er erst bei seiner Rückkehr auf das Schlachtfeld vom Tod Mercys. Er gab die Schlacht verloren, die er durch entschlossenes Eingreifen in einen Sieg hätte verwandeln können. Werth übernahm als dienstältester und ranghöchster General den Oberbefehl und sammelte seine Truppen für den Rückzug bei der Schlossruine Alerheim. Das Regiment Gil de Hasi, das den Kirchhof besetzt gehalten und bis dahin bei der Verteidigung des Dorfes gekämpft hatte, ergab sich auf Gnade und Ungnade. Gegen ein Uhr nachts führte Johann von Werth die übrigen Truppen nach Donauwörth.
Die französisch-alliierte Armee lagerte nach der Schlacht nördlich des Dorfes auf dem Friedhof, beim Wennenberg und „in der Ebene“. Die teilweise vorgerückten Fußtruppen waren nicht mehr als 50 Schritte voneinander entfernt. Turenne verfolgte Werth am nächsten Morgen mit 300 Reitern (nach Angaben des Theatrum Europaeum 1000 Reiter), bis er Donauwörth sah. Er musste aber wieder umkehren, da die bayerische Stellung auf dem Schellenberg, die noch von der schwedischen Armee stammte, zu stark für einen erfolgversprechenden Angriff war und er dazu Infanterie benötigt hätte. Dafür ließ Turenne Schloss Harburg besetzen. Werth musste dafür später vom Kurfürsten den Vorwurf hinnehmen, dass er auf dem Weg nach Donauwörth das Schloss Harburg nicht hatte besetzen lassen.

## Verluste

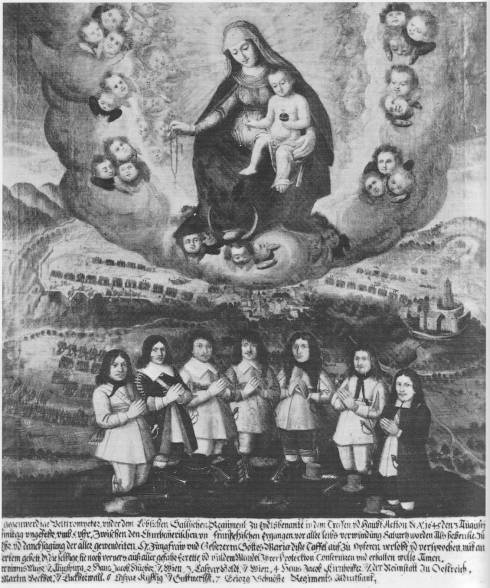
Zeitgenössisches Votivbild bayerischer Soldaten zum Dank für ihre Rettung aus der Schlacht bei Alerheim

Die Alerheimer Schlacht war infolge der wiederholten schonungslosen Frontalangriffe beider Seiten auch für damalige Verhältnisse ein sehr blutiges Treffen. Realistische Zahlenangaben sind aber nicht eindeutig feststellbar, da die Berichte die eigenen Verluste beschönigten und die des Gegners höher bezifferten, als sie es tatsächlich waren. Die offiziellen Verlustangaben der Franzosen für die Schlacht betrugen für die kaiserlichen 4.000 Tote und 2.000 Gefangene, während die eigenen Verluste auf kaiserlicher Seite mit höchstens über 1.000 Tote und Gefangene angegeben werden. Während die französische Seite den Franzosen nur an die 1.500 Tote und Verwundete geben will, spricht der kaiserliche General Werth von 5.000, ohne die vielen Verwundeten.
Da die Franzosen auf ihrem rechten Flügel gänzlich geschlagen wurden, im Zentrum und auf dem linken Flügel aber sehr feste Stellungen angriffen, ist es wahrscheinlich, dass die weit größeren Verluste auf ihrer Seite waren. Und so schätzt auch Marschall Turenne die Verluste der Franzosen größer als die der Bayern. Das französische Fußvolk hätte demnach allein 3.000 bis 4.000 Mann verloren.
In der deutschen Literatur gibt Wilhelm Schreiber in Maximilian I., der Katholische, Kurfürst von Bayern und der 30jährige Krieg die Verluste der Kaiserlichen mit 4.000 Toten, die der Franzosen mit 5.000 Toten an. Diese Zahlen werden auch von Anton Steichele in: Das Bisthum Augsburg von 1865 genannt. Die Infanterie der Franzosen und seiner Alliierten war bis auf eine Stärke von 1.500 Mann aufgerieben worden und fast der gesamte berittene Adel unter Marschall Gramont gefallen.
Das Theatrum Europaeum gibt 3.000–4.000 Tote und 1.500–2.000 Gefangene auf kaiserlicher Seite an, auf französischer Seite 3.000 Tote und eine große Zahl Verwundeter. In Christoph von Rommel, Geschichte von Hessen werden die Verluste auf beiden Seiten jeweils mit 2.000 Toten und 4.000 Verwundeten angegeben.
2008 fanden Archäologen dort, wo früher die rechte (fast völlig aufgeriebene) Flanke der Franzosen stand, ein Massengrab mit 50 Skeletten. Einige der Knochen aus diesem Massengrab wurden 2019 in die Dauerausstellung im Bayerischen Armeemuseum integriert. An ihnen werden Aussagen zu Sterbealter, gesundheitlichen Belastungen und Verletzungen der Toten getroffen.

## Direkte Folgen der Schlacht

### Französische Seite
Nach dem mit schweren Verlusten errungenen Sieg zog die angeschlagene französisch-weimaranisch-hessische Armee vor das zehn Kilometer entfernte Nördlingen, mit dem sie einen Neutralitätsvertrag abschloss, um dort dringend benötigten Versorgungsnachschub zu bekommen.
Dann zog die französisch-alliierte Armee vor die Stadt Dinkelsbühl, die sie belagerte und einnahm. Am 18. August wurden die aus je 25 Mann bestehenden Besatzungen von Schloss Harburg und Schloss Lierheim nach Dinkelsbühl zurückbeordert. Dann wich die Armee von da aus nach Schwäbisch Hall zurück, um sich wieder zu sammeln und neu zu gliedern. Vereinbarungsgemäß trennten sich die Hessen von der französisch-weimaranischen Armee.
Der Duc d’ erkrankte schwer an einem ruhrartigen Fieber und wurde in einer Sänfte nach Philippsburg getragen. Das Kommando übernahm Marschall Turenne.
Wegen des Zustandes der Armee wollte man sich dem Neckar und dem Rhein nähern, auch um einiges Geld zu erlangen, um die Offiziere zu bezahlen. Die vereinigte Armee zog über Weinsberg dann vor Heilbronn, wo die Bayern eine Garnison von tausend Mann unter Kommando des Obristen Fugger hatte und wohin er noch einige Infanterie warf. Man sah sich nicht zu einer Belagerung in der Lage und lagerte um diesen Platz herum acht oder zehn Tage, um einige Konvois aus Philippsburg und Geld abzuwarten. Als dies alles angekommen war, rückte die Armee mit der Absicht durch die Grafschaft Hohenlohe, in Schwaben ins Winterquartier zu gehen und zu diesem Zweck die Armee des Feindes zur Donau zurückzudrängen.

### Kaiserliche Seite
Die Bayern und die Kaiserlichen lagerten zunächst bei Berg und gingen dann bei Donauwörth über die Donau, nachdem die Bagage schon die ganze Nacht über in langer Wagenkolonne die Donau passiert hatte. Auch sie bedurften einer Ruhepause und Verstärkung. Insbesondere aber benötigte die kaiserlich-bayerische Armee auch den Ersatz des verloren gegangenen Artilleriematerials, des weitgehend verschossenen Pulvers und der Musketenkugeln. Die gefangenen französisch-alliierten Offiziere, darunter der Marschall Graf Gramont wurden am folgenden Tag nach Ingolstadt gebracht. Auf einem Artilleriewagen wurde dabei die Leiche des Generalfeldmarschalls von Mercy mitgeführt.

### Alerheim
Für das Dorf war die Schlacht vom 3. August 1645 eine Katastrophe. Die Angreifer hatten Brandfackeln geworfen, als sie die ersten Häuser am Westrand erreicht hatten, so dass der größte Teil in Flammen aufgegangen war. Der Ort blieb lange zerstört und der Wiederaufbau des Dorfes war erst nach 70 Jahren beendet.

## Weitere Entwicklungen
Die militärische Lage änderte sich wieder zu Gunsten der Bayern, als in Ungarn Erzherzog Leopold Wilhelm von Österreich auf dringendes Ersuchen des Kurfürsten Maximilian mit 5.000 Reitern aufbrach. Er überschritt die Donau und vereinigte sich mit den Streitkräften Geleens, der inzwischen schon wieder ausgetauscht worden war. Geleen hatte den Oberbefehl übernommen. Ihm waren Johann von Werth und der Freiherr von Reuschenberg unterstellt. Turenne sah sich wegen der schweren Verluste von Alerheim einer wieder erstarkten gegnerischen Streitmacht nicht gewachsen. Der verlustreiche Sieg war eher einer Niederlage gleichzusetzen. Als Turenne von der Vereinigung seines Gegners mit dem Erzherzog erfuhr, ging er mit seiner Armee fast fluchtartig nach Wimpfen, wo sich noch eine französische Besatzung befand, und von dort über den Neckar zurück. Die Franzosen strebten dann in großer Eile dem Rhein zu. Diesen konnte Turenne ohne Brücke nicht überqueren. Er verschanzte sich deshalb mit seinen Weimaranern und hielt stand, bis eine Brücke geschlagen war. Zunächst ging dann der Tross von Gramonts Armeeteil über den Rhein.
Die kaiserlich-bayerischen Truppen eroberten in der Zwischenzeit alle die Plätze zurück, die die Franzosen in den Monaten zuvor eingenommen hatten. Als sich Turenne dann ebenfalls über den Rhein zurückgezogen hatte, entsprach die militärische Lage wieder der bei der Ankunft Condés auf dem deutschen Kriegsschauplatz vier Monate zuvor. Die Schlacht von Alerheim war im Ergebnis weder militärisch entscheidend noch hatte sie politisch ausschlaggebende Folgen.
1646 erfolgte dann der erneute Vorstoß der vereinigten französischen und schwedischen Truppen nach Bayern. Im Ergebnis musste Kurfürst Maximilian im März 1647 den Ulmer Waffenstillstand mit Frankreich, Schweden und Hessen-Kassel schließen. Nachdem der Kurfürst im September erneut zu den Waffen griff, verwüstete 1648 ein französisch-schwedisches Heer Bayern erneut, erst beendet durch den Frieden zu Münster am 24. Oktober 1648.

## Archivquellen (ungedruckt)
Bayerisches Hauptstaatsarchiv, (BayHStA), Kurbayern, Äußeres Archiv (K ÄA)
- Band 2275, Seite 154: Relation der zweiten Schlacht von Nördlingen, so 3. August / 24. Juli 1645 geschehen. (Hessischer Schlachtbericht).
- Band 2747, Seite 32–42: Relation über die Schlacht bei Alerheim. Deutschsprachige Übersetzung eines französischen Originals.
- Band 2747, Seite 53: Relation. Wahrscheinlich Maximilians Bericht an den Kaiser über die Schlacht von Alerheim.
- Band 2747, Seite 22: Begründete summarische Relation. (Offizieller Bayerischer Schlachtbericht).
- Band 2805 Seite 100: Maximilian an Geleen, mit der Weisung, die an der Flucht der Cavallerie des rechten Flügels Schuldigen vor ein Kriegsgericht zu stellen. Das Urteil sei ohne Unterschied der Person zu vollstrecken. 16. August 1645.
- Band 2806:begründete summarische Relation. Donauwörth, den 4., 5. und 7. August 1645.
- Band 2819: Schreiben Mercys an Kurfürst Maximilian vom 24. Juli 1645 aus Feuchtwangen.
- Band 2819 Seite 429: Schreiben Kurfürst Maximilians an Mercy mit der Anweisung, den Franzosen nicht den Vorsprung zur Donau zu lassen. München, 2. August 1645.
- Band 2819 Ste. 437–442: „Begründete summarische Relation.“ Bericht über die Alerheimer Schlacht.
- Band 2819 Seite 446: Johann von Werth an den Kurfürsten. 4. August 1645 aus Donauwörth.
- Band 2819 Seite 456: Maximilian bestätigt Johann von Sporcks mündlichen Bericht über die Alerheimer Schlacht.
- Band 2819 Seite 457: Bericht Reischenbergs über die Toten und Verwundeten von Alerheim. Donauwörth, 7. August 1645.
- Band 2819 Seite 549 und 475: Maximilian an Werth und Ruischenberg: „Jene die manquiert hätten seien binnen 8 Tagen nach Kriegsrecht abzuurteilen und das Urteil ohne Ansehen der Person zu vollstrecken.“ 8. und 16. August 1645.
- Band 2819 Seite 477/479: Beileidsschreiben Maximilians an die Witwe Mercys. 9. August 1645.
- Band 2819 Seite 488: Johann von Werth an Kurfürst Maximilian. Übersandt durch den Grafen Salm, zugleich mit den erbeuteten Fahnen und Standarten. Donauwörth, 7. August 1645.
- Band 2819 Seite 499: Rechtfertigung Johann von Werths und Ruischenbergs gegenüber Kurfürst Maximilian, wegen der Nichtbesetzung der Harburg nach der Alerheimer Schlacht. 9. August 1645.
- Band 2819 Seite 532: Entschuldigung Johann von Werths wegen der Plünderung Donauwörths.
- Band 2822 Seite 297-299: 1. Bericht der Kriegskommissäre Schäffer und von Starzhausen an Maximilian über die Alerheimer Schlacht. Donauwörth, 3. August 1645, nachts, nach elf Uhr.
- Band 2822 Seite 307: 2. Bericht der Kriegskommissäre Schäffer und von Starzhausen an Maximilian über die Allerheimer Schlacht. Donauwörth, 4. August 1645, 5 Uhr.
- Band 2822 Seite 310-312: 3. Bericht der Kriegskommissäre an Maximilian aus Donauwörth. 4. August 1645.
- Band 2828 Seite 33/175: Maximilian an Geleen. Er gibt seiner Befriedigung darüber Ausdruck, dass das Kriegsrecht über die schuldigen Offiziere abgehalten wurde. Mit der Exekution solle nicht gezögert werden 10. November 1645.
- Band 2828 Seite 177 ff.: Schreiben des bayerischen Obristen Franz Royer an den Kurfürsten. Hohe Zuverlässigkeit und genaue Schilderung. Hier wird aufgeklärt, warum das Gefecht auf dem bayerischen rechten Flügel so unglücklich verlief. Verfasst von Royer nach seinem Austausch (Eingehend behandelt bei Riezler, Sitzungsberichte 1901).
- Band 2861 Seite 257: Schreiben Maximilians an den Kaiser. 11. August 1645.
- Band 2861 Seite 260: Antwort des Kaisers auf das Schreiben Maximilians.

Österreichisches Staatsarchiv / Kriegsarchiv, Alte Feldakten (AFA)
- 1645 8-15: Brief Johann von Werths (wahrscheinlich an Piccolomini). Wegen der Neutralität Nördlingens. Donauwörth, 8. August 1645
- 1645 8-15: Beilage zum Schreiben Werths, ohne eindeutige Angabe des Verfassers.
- 1645 8-45½:Brief des Generalquartiermeisters Reischenberg (wahrscheinlich) an Piccolomini, mit einer Schilderung des Schlachtgeschehens.